# 烏魯卡拉
02°32′09″S 57°45′36″W / 2.53583°S 57.76000°W

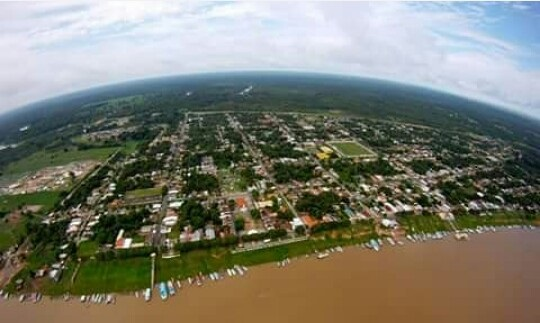
烏魯卡拉鳥瞰圖

烏魯卡拉（葡萄牙語：Urucará）是巴西的城鎮，位於該國北部，由亞馬遜州負責管轄，始建於1887年5月12日，面積27,905平方公里，2014年人口17,264，人口密度每平方公里0.62人。